# Filtro de bolha
Filtro de bolha (do inglês "filter bubble") é um estado de isolamento intelectual que pode resultar de pesquisas personalizadas quando um algoritmo de um site adivinha seletivamente quais informações um usuário gostaria de ver com base em informações sobre o usuário, como localização, comportamento de cliques anteriores e histórico de pesquisa.
O termo "filter bubble" foi cunhado pelo ativista da internet Eli Pariser, por volta de 2010. De acordo com Pariser, os usuários ficam menos expostos a pontos de vista conflitantes e ficam isolados intelectualmente em em suas próprias bolhas culturais ou ideológicas.